# Bainet
Bainet (em crioulo haitiano:  Benè), é uma comuna do Haiti, situada no departamento de Sudeste e no arrondissement de Bainet. De acordo com o censo de 2003, sua população total é de 62.300 habitantes.